# Eugène Petitville
Eugène Petitville (Strasburgo, 27 giugno 1815 – Strasburgo, 25 novembre 1868) è stato un pittore e disegnatore francese.

## Opere
- Le Pont du Corbeau e la Grande Boucherie, olio su tela, 1841, Museo storico di Strasburgo
- Castello di Haut-Kœnigsbourg, vista interna del castello, 1847
- Maison Barberin (Strasburgo), 1850
- Il ponte sul Reno in costruzione, disegno, 1861

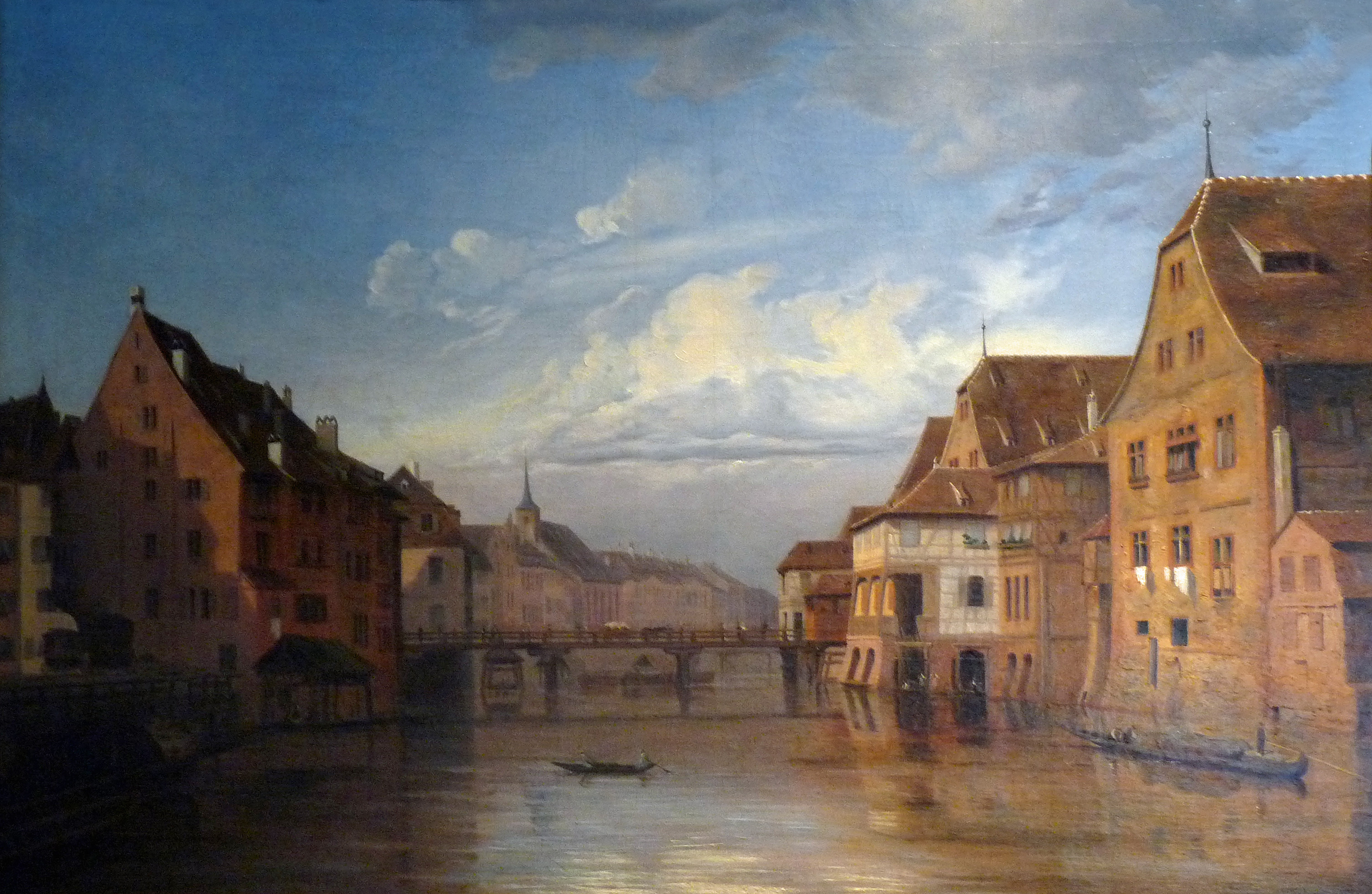
Le Pont du Corbeau e la Grande Boucherie (1841)
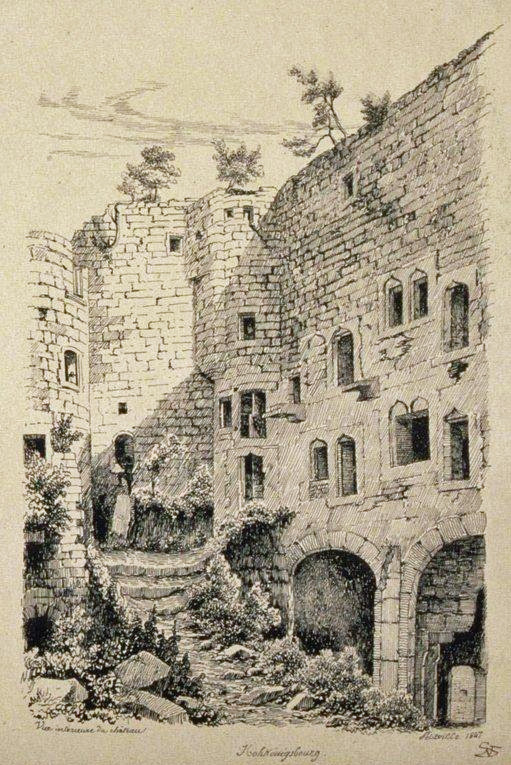
Hohkœnigsbourg. Vista all'interno del castello (1847)
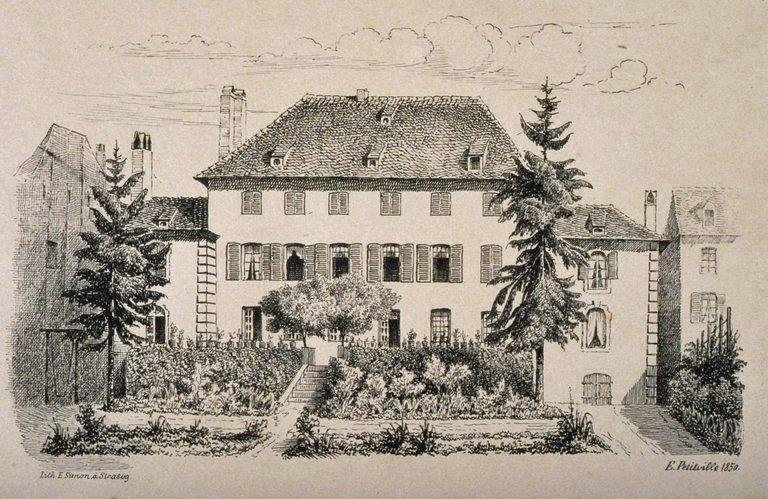
Maison Barberin (Strasburgo) (1850)